# Bezirk Adelsberg
Der Bezirk Adelsberg (slowenisch Okrajiio glavarstvo Postojna) war ein Politischer Bezirk im Herzogtum Krain. Der Bezirk umfasste Teile von Unterkrain. Sitz der Bezirkshauptmannschaft war die Gemeinde Adelsberg (Postojna).
Das Gebiet wurde nach dem Ersten Weltkrieg im Zuge des Vertrags von Saint-Germain 1919 Italien zugeschlagen, dann 1947 Jugoslawien und ist seit 1991 Teil der Republik Slowenien.

## Geschichte
| Jahr | Fläche (km²) | Ein- wohner | Deutsch- sprachige | Slowenisch- sprachige |
| ---- | ------------ | ----------- | ------------------ | --------------------- |
| 1880 |              | 41.503      | 268                | 41.076                |
| 1890 |              | 41.479      | 281                | 41.061                |
| 1900 | 898,10       | 41.912      | 123                | 41.659                |
| 1910 | 897,80       | 43.200      | 121                | 42.807                |

Die modernen, politischen Bezirke der Habsburgermonarchie wurden 1867/68 im Zuge der Trennung der politischen von der judikativen Verwaltung geschaffen.
Der Bezirk Adelsberg wurde dabei per 10. März 1867 aus den Gerichtsbezirken Adelsberg (slowenisch Sodnijski okraj Postojna), Illyrisch-Feistritz (Ilirska Bistrica), Senosetsch (Senožeče) und Wippach (Vipava) gebildet.
Im Bezirk Adelsberg lebten 1869 41.225 Personen, wobei der Bezirk 6.785 Häuser beherbergte.
Der Bezirk wies 1880 eine anwesende Bevölkerung von 41.503 Personen auf, wobei 41.076 Menschen Slowenisch und 268 Menschen Deutsch als Umgangssprache angaben.
1910 wurden für den Bezirk 43.200 Personen ausgewiesen, von denen 42.807 Slowenisch (99,1 %) und 121 Deutsch (0,3 %) sprachen.
Durch die Grenzbestimmungen des am 10. September 1919 abgeschlossenen Vertrages von Saint-Germain wurde der Bezirk Adelsberg zur Gänze dem Königreich Italien zugeschlagen.

## Gerichtssprengel
Der Bezirk Adelsberg umfasste zuletzt die 40 Gemeinden Britof, Budanje (Budaine), Bukovje (Bukuje), Čelje (Tschele), Col (Zoll), Dolenja Vas (Niederndorf), Erzelj (Ersel), Famlje (Famle), Goče (Gotsche), Gorenje Vreme (Oberurem), Hrenovice (Hrenowitz), Ilirska Bistrica (Illyrisch Feistritz), Jablanica (Jablanitz), Janeževo Brdo (Janeschouberdu), Kilovče (Killenberg), Knežak (Grafenbrunn), Košana (Koschana), Laže (Lasche), Lože (Losche), Planina, Podkraj, Podraga, Postojna (Adelsberg), Prem, Ratečevo Brdo (Rateschouberdu), Senožeče (Senosetsch), Šent Peter (Sankt Peter), Šent Vid (Sankt Veit), Sinadole, Slap, Slavina, Smerje, Šmihel (St. Michael bei Adelsberg), Šturije, Trnovo (Dornegg), Ustje, Vipava (Wippach), Vrabče (Urabtsche), Vrhpolje (Oberfeld) und Zagorje (Sagorje).